# إي. دون تايلور
إي. دون تايلور (بالإنجليزية: E. Don Taylor)‏ هو قسيس جامايكي، ولد في 2 سبتمبر 1937، وتوفي في 24 مايو 2014.